# ريتشارد لازاروس
ريتشارد لازاروس (بالإنجليزية: Richard Lazarus)‏ هو عالم نفس أمريكي، ولد في 3 مارس 1922 في نيويورك في الولايات المتحدة، وتوفي في 24 نوفمبر 2002 في والنوت كريك في الولايات المتحدة.